# Shiv Dayal Singh

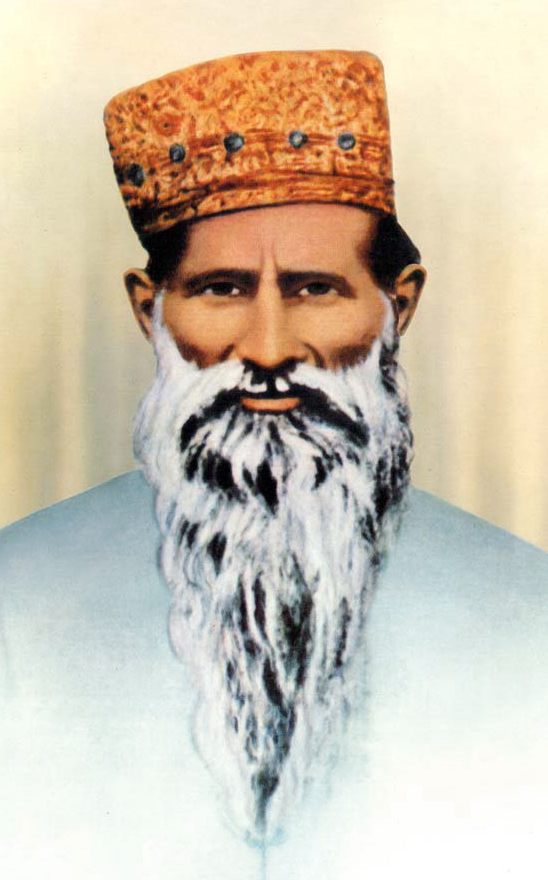
Shiv Dayal Singh

Shiv Dayal Singh (* 25. August 1818; † 15. Juni 1878) war ein indischer Mystiker und wird von seinen Anhängern als Meister des Sant Mat angesehen. Sie nennen ihn SoamiJi Maharaj, SoamiJi von Agra oder Swami Shiv Dayal Singh Ji Maharaj.
Er war Schüler von Guru Tulsi Sahib und wirkte ab 1861 in Agra (Indien) als dessen Nachfolger.
Die Anhänger der Radhasoami-Religion, einer bestimmten Ausprägung des Sant Mat, sehen Shiv Dayal Singh als Inkarnation der höchsten Gottheit Radhasoami an.